# 庫爾河 (庫爾斯克州)
51°43′22″N 36°11′29″E / 51.72278°N 36.19139°E

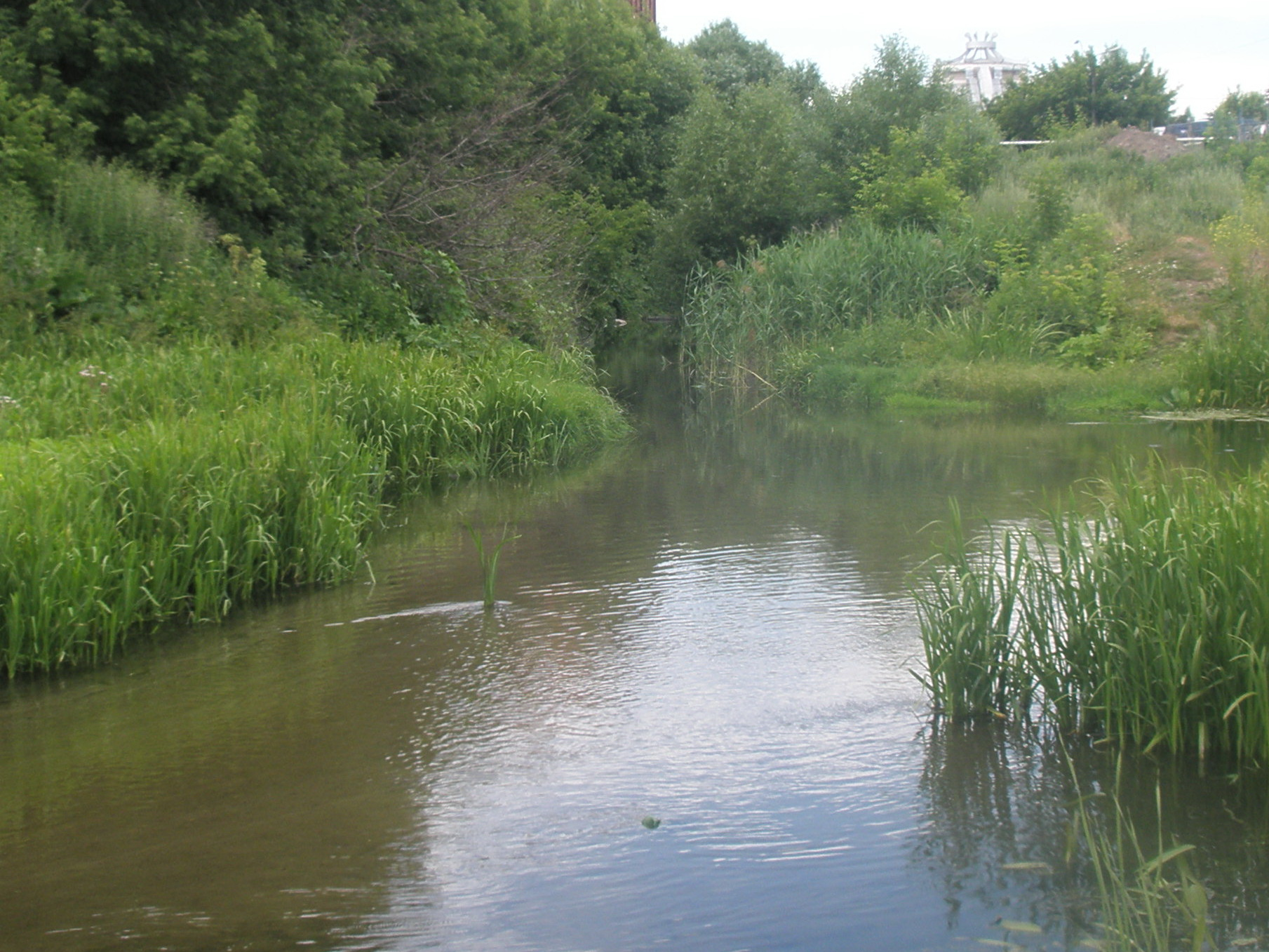

庫爾河（俄语：Кур），是俄羅斯的河流，位於該國西部庫爾斯克州，屬於圖斯卡里河的支流，發源自庫爾斯克以北，河道全長17公里，流域面積69平方公里。